# Кыш и Двапортфеля
«Кыш и Двапортфе́ля» — советский художественный фильм для детей, снятый на киностудии «Мосфильм» режиссёром Эдуардом Гавриловым в 1974 году. Экранизация повести Юза Алешковского «Кыш, Двапортфеля и целая неделя».

## Сюжет
Главных героев в фильме три: первоклассники Снежана Соколова и Алёша Сероглазов, который в первый же день в школе получил прозвище «Двапортфеля» — из-за шутки Рудика Барышкина, измерившего Алёшин рост оригинальным способом, — а также щенок Кыш, которого, как оказалось, надо защищать и воспитывать, чтобы оставить дома навсегда.

## В ролях
| Актёр              | Роль                                                       |
| ------------------ | ---------------------------------------------------------- |
| Андрей Кондратьев  | Алёша                                                      |
| Катя Кузнецова     | Снежана                                                    |
| Виктор Ржевский    | Рудик Барышкин                                             |
| Леонид Куравлёв    | папа Алёши, Дмитрий Эдуардович                             |
| Лариса Лужина      | мама Алёши, Ирина Дмитриевна                               |
| Владимир Заманский | завуч Пал Палыч                                            |
| Людмила Гладунко   | Вета Павловна, классный руководитель                       |
| Николай Граббе     | сосед Алёши                                                |
| Владимир Носик     | Сергей, студент                                            |
| Спартак Мишулин    | Васин                                                      |
| Николай Парфёнов   | Бузукин Николай Иванович, заведующий лабораторией-виварием |
| Валерий Козинец    | Володькин, старший лейтенант милиции                       |
| Герман Качин       | проводник собаки Дика                                      |

## В эпизодах
- Андрей Васильев — школьный репортёр
- Нина Агапова — соседка
- Юрий Белов — завхоз Юрий Андреевич
- Вера Благовидова — пожилая соседка с малышом
- Елена Вольская — уборщица
- Александра Денисова — бабуля на птичьем рынке
- Зоя Исаева — соседка
- Виктор Маркин — Виктор Михайлович, учитель химии
- Наталья Крачковская — понятая
- Александр Кузнецов — понятой
- Екатерина Мазурова — соседка снизу
- Тамара Совчи — продавщица
- Станислав Хитров — продавец собаки
- Пётр Кирюткин — продавец птиц (нет в титрах)
- Михаил Розанов — продавец обезьяны (нет в титрах)
- Е. Рыжов — покупатель на птичьем рынке (нет в титрах)
- Александр Иншаков — эпизод (нет в титрах)

## Съёмочная группа
- Автор сценария — Юз Алешковский
- Постановка Эдуарда Гаврилова
- Главный оператор — Георгий Куприянов
- Художник-постановщик — Николай Усачёв
- Композитор — Ян Френкель
- Режиссёр — Наталия Птушко
- Звукооператор — А. Греч
- Дирижёр — Владимир Васильев
- Костюмы Валентина Перелётова
- Монтаж Лидии Милиоти
- Грим В. Горевой
- Операторы: В. Малев, Н. Яблоновский
- Художник-декоратор — А. Бурдо
- Дрессировщица — Е. Гурина
- Ассистенты:

режиссёра: Л. Бондаренко, С. Широкова
оператора: Н. Лаврентьев, В. Логунов
- Комбинированные съёмки:

оператор — В. Комаринский
художник — Борис Вольский
- Редактор — Е. Лебедева
- Музыкальный редактор — Р. Лукина
- Директор картины — В. Канторович

## Критика
«В этой очень доброй и рождающей доброту картине… играет, кроме ребятишек, великолепный ансамбль и „больших“, взрослых мастеров: даже в совсем крохотных, что называется, „проходных“ ролях тут заняты актеры с очень громкими именами, которые вполне трепетно относятся к своим героям. И мне кажется, что только так — любовно, тщательно и заботливо — надо делать фильмы, равно интересные, равно нужные и для маленьких и для взрослых зрителей».